# Carlos Manuel (football, 1962)
Pour le footballeur né en 1958, voir Carlos Manuel.
Carlos Manuel Carvalho, de son nom complet Carlos Manuel da Silva Carvalho, est un footballeur portugais né le 28 octobre 1962. Il évoluait principalement au poste de milieu de terrain.

## Biographie
Carlos Manuel commence sa carrière de footballeur au sein des équipes juniors du Benfica Lisbonne, où il évolue de 1979 à 1981. Il intègre ensuite l'équipe première lors de la saison 1981-1982 mais ne dispute qu’un seul match officiel avec le club lisboète.
En 1983, Carlos Manuel rejoint le Rio Ave FC, où il joue pendant sept saisons. Il y devient un élément clé, disputant 143 matchs et inscrivant 13 buts.
Après son passage à Rio Ave, il signe à l'União Madeira en 1990, où il joue trois saisons pour un total de 43 matchs et 5 buts. Carlos Manuel termine sa carrière au Dragões Sandinenses lors de la saison 1993-1994.
Au total, il dispute 63 matchs pour 7 buts marqués en première division portugaise.